# Кантор, Тадеуш
Таде́уш Ка́нтор (пол. Tadeusz Kantor; 6 апреля 1915, Велёполе-Скшиньске, Гмина Велёполе-Скшиньске — 8 декабря 1990, Краков) — польский театральный режиссёр, живописец, график, сценограф.

## Биография
- В 1939 окончил Краковскую художественную академию.
- В 1942—1944, в условиях оккупации, организовал подпольный Независимый театр, где ставил пьесы Ю. Словацкого и С. Выспяньского.
- В 1955 с группой единомышленников создал в Кракове экспериментальный театр-мастерскую «Крико-2» (в начале 30-х годов здесь действовал авангардный театр «Крико»), на сцене которого были осуществлены его главные, прославленные по всему миру постановки: «Умерший класс» («Umarła klasa») (1975), «Велёполе, Велёполе» (1980), «Пусть сгинут артисты» (1985), «Я сюда уже никогда не вернусь» (1988), «Сегодня мой день рождения» (посмертная премьера 1991).
- В 1980 создал творческий архив-музей «Крикотека», который по нынешний день собирает, издает и распространяет материалы, связанные с жизнью и творчеством режиссёра, деятельностью его театра.

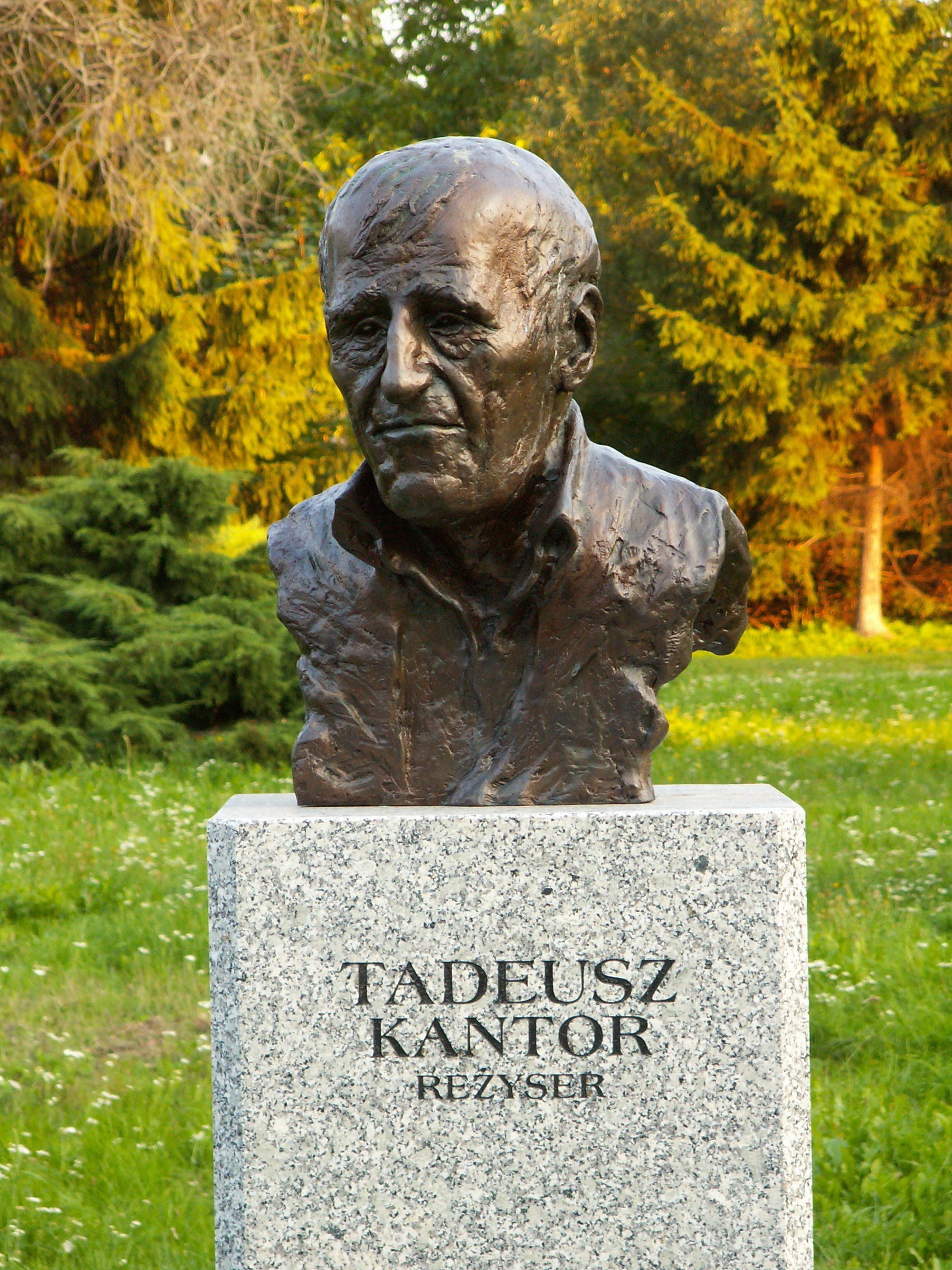
Бюст Тадеуша Кантора. Харцерская площадь имени Серых шеренг

## Творчество
Кроме собственных работ и коллективных акций труппы, Тадеуш Кантор ставил Шекспира, гротескные драмы С. И. Виткевича, использовал прозу Б. Шульца, драмы В. Гомбровича, произведения мирового изобразительного искусства (Веласкес, Рембрандт).
Как художник участвовал в кассельской documenta (1959), 1977).
В 1965 году, по стипендии Фонда Форда, Кантор побывал в США, познакомился с нью-йоркским художественным авангардом. В 1969 году «Крико-2» стал открытием на Фестивале современного искусства в Риме, был приглашен на гастроли в Париж и Лондон.

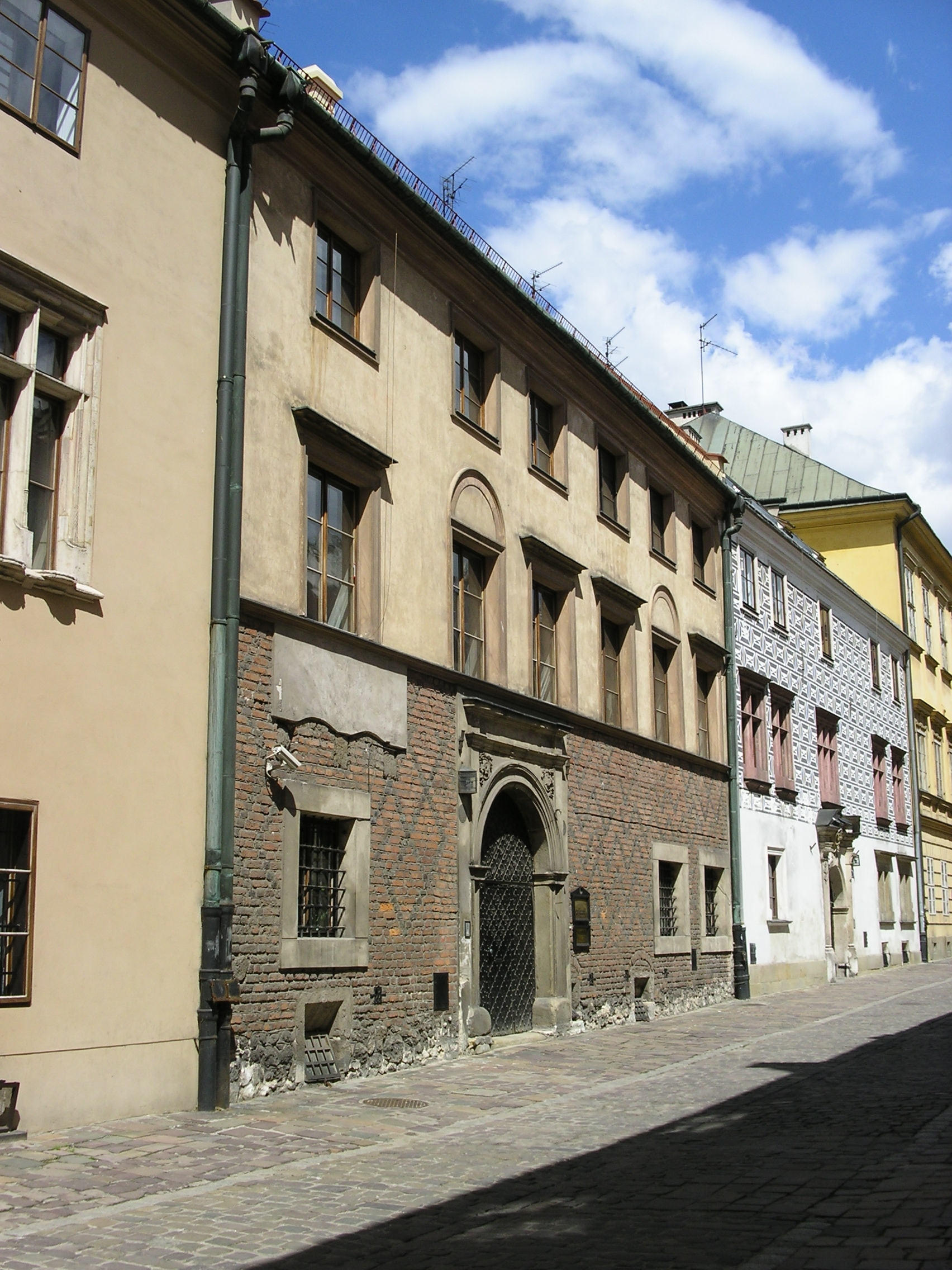
Помещение Крико-2 в Кракове

«Внеформальный», «нулевой» театр Тадеуша Кантора, его «театр смерти» (названия основополагающих манифестов режиссёра), где наряду с актёрами выступают предметы и куклы, а границ между жизнью, сновидением и небытием, как и между театральными жанрами, не существует, направлен на подрыв обыденных условностей и мифов, включая национальные стереотипы, усилием индивидуальной памяти и средствами безудержной импровизационной игры, близкой хеппенингу.

## Манифесты, статьи, выступления
- A Journey Through Other Spaces. Essays and Manifests 1944—1990/ Michał Kobiałka, ed. Berkeley a.o.: University of California Press, 1993

## Признание
- Золотой Крест Заслуги (Польша)]] (1954).
- В 1978 получил в Базеле премию Рембрандта.
- В 1985 был удостоен во Франции кавалерского креста Ордена Почётного легиона
- В 1986 получил премию нью-йоркских критиков за лучшую постановку на Бродвее
- В 1989 был удостоен во Франции командорского креста Ордена искусств и литературы
- В 1990 был удостоен Большого креста Ордена за заслуги перед ФРГ

Сценические поиски Кантора повлияли на театральные эксперименты Ю. Шайны, Е. Гротовского. Ему посвящены глубокие работы Я. Котта. В 2010 году в Барселоне прошёл международный симпозиум, посвящённый Кантору и его театру.